# Paran Dolok
Paran Dolok is een bestuurslaag in het regentschap Padang Lawas van de provincie Noord-Sumatra, Indonesië. Paran Dolok telt 104 inwoners (volkstelling 2010).